# لئون سولومیاک
لئون سولومیاک (به فرانسوی: Léon Solomiac) (زاده ۱۹ اکتبر ۱۸۷۳ در Cajarc، لو – درگذشته ۱۰ مه ۱۹۶۰ در کن) وی فرماندار برای برخی از سرزمین‌هایی تابع استعمار فرانسه بود.

## مناصب سیاسی
- معاول اول، کمیسر یکم فرانسه در سوریه و ۱۶ نوامبر ۱۹۳۱ تا ۱۴ ژوئن ۱۹۳۲ رئیس کشور موقت سوریه بود.
- حاکم کل مالی از ۲۲ مه ۱۹۲۲ تا ۳۰ نوامبر ۱۹۳۳.
- حاکم کل پودوچری از اوت ۱۹۳۴ تا ۱۹۳۶.
- حاکم کل آفریقای استوایی فرانسه از ۲۱ آوریل ۱۹۳۹ تا ۳ سپتامبر ۱۹۳۹.
- حاکم کل نیجر از ۷ نوامبر ۱۹۴۰ تا ۸ دسامبر ۱۹۴۰.